# Dimítris Khristófias
Dimítris Khristófias, Dimitris Christophias ou Demetris Christofias (en grec Δημήτρης Χριστόφιας), né le 29 août 1946 à Dhikomo et mort le 21 juin 2019 à Nicosie, est un homme politique chypriote, président de la république de Chypre de 2008 à 2013.
Il fut secrétaire général du Parti progressiste des travailleurs (AKEL) de 1988 à 2009, et président de la Chambre des Représentants chypriote jusqu'à son élection à la tête de l'État.
Dimítris Khristófias, qui était le premier dirigeant communiste chypriote candidat à une présidentielle, devient également le premier et le seul chef d'État membre d'un parti communiste au sein de l'Union européenne.
La fin de son mandat est marquée par une grave crise du secteur financier chypriote ; il ne se représente pas en 2013.

## Biographie

### Jeunesse et formation
Dimítris Khristófias est né le 29 août 1946 à Dhikomo dans le district de Kyrenia, occupé depuis par la Turquie. Son père, un entrepreneur progressiste mort en 1987, était membre de la Fédération panchypriote du travail (PEO).
Le jeune Dimítris termine ses études secondaires au lycée commercial de Nicosie, où il est diplômé en 1964. À 14 ans, il rejoint l'organisation lycéenne PEOM. À 18 ans, il entre à l'EDON (Organisation de jeunesse proche de l'AKEL), au syndicat du PEO, et à l'AKEL. Au 5e congrès de l'EDON en 1969, il est élu au comité central.
Il étudie, de 1969 à 1974, à l'Institut de Sciences sociales et à l'Académie de Sciences sociales à Moscou. Il en sort avec le diplôme de Docteur en Histoire. C'est dans cette ville qu'il rencontre sa future épouse et mère de ses trois enfants, Elsie Chiratou.

### Ascension chez les communistes
En 1977, il est élu secrétaire général de EDON, poste qu'il occupe jusqu'en 1987.
 
Au 15e congrès de l'AKEL, tenu en 1982, il entre au Comité central du Parti. Au congrès suivant, en novembre 1986, il devient membre à part entière du bureau politique du Comité central, puis du secrétariat l'année suivante. Enfin, en avril 1988, à la mort d'Ezekías Papaioánnou, le poste de secrétaire général lui revient.

### Député
C'est en 1991 qu'il est élu pour la première fois à la Chambre des Représentants. Son mandat est reconduit aux élections législatives de 1996 et 2001. Le 7 juin 2001, il devient président de la Chambre, réélu à ce poste en 2006. Il est à ce moment également membre du Conseil national, le corps consultatif du président de la République.

### Président de la République
Le premier tour de l'élection présidentielle, qui a eu lieu le 17 février 2008, donna un résultat très serré entre les trois candidats : Khristófias, Ioánnis Kasoulídis du DISY (centre-droit), et le président sortant Tássos Papadópoulos. En deuxième position avec 33,3 % des suffrages, Khristófias affronta Kasoulídis (33,5 %) lors du deuxième tour, le 24 février. Bénéficiant du soutien du DIKO (parti de Papadopoulos, de centre-gauche), il l'emporta avec 53,37 % des voix.
La nouvelle est accueillie avec joie par le Parti de la gauche européenne. Lors d'un discours à Nicosie, où flottent des drapeaux rouges, le premier président communiste de Chypre promet alors de reprendre les négociations en vue de la réunification de l'île. Il en fait la priorité absolue du nouveau gouvernement. Si ses efforts n’ont pas abouti à une réunification, des progrès ont été enregistrés : possibilité pour les ambulances et les travailleurs de traverser la frontière, développement des échanges commerciaux, etc. Il s'oppose à la présence de bases militaires britanniques sur l'ile, qu'il perçoit comme un héritage de la colonisation.
Le 22 mai 2011, le Rassemblement démocrate (DISY), principale formation d'opposition, obtient une majorité relative (34,28 %) lors des élections législatives, lesquelles sont remportées toutefois par l'alliance de gauche entre l'AKEL (32,67 %) et le Parti démocrate (15,76 %).
Il augmente le salaire minimum et les pensions au début de son mandat. Une politique sociale qui est stoppée quand les banques chypriotes se sont effondrées à la suite de la crise grecque, en 2012. L’Union européenne n’accepte alors d’accorder un plan d’aide qu’en échange d'une politique d'austérité économique, raison pour laquelle il ne fut jamais signé par Dimitris Christofias. Celui-ci tenta de limiter la crise en obtenant de la Russie un prêt de 2,5 milliards d’euros, tout en s’opposant aux privatisations réclamée par Berlin. Le président se trouve également confronté au Parlement, où son parti ne dispose que de 30 % des sièges, qui refuse sa proposition d’augmenter les taxes sur les banques, responsables de la crise.
Face à l'impopularité de son gouvernement dans un contexte de crise financière aigüe, il ne se représente pas lors de l'élection présidentielle de février 2013.

### Mort
Il meurt le 21 juin 2019, des suites d'une maladie à Nicosie.